# Episodi di Doraemon (serie animata 1979)

Logo italiano della serie animata del 1979. A sinistra Doraemon, a destra Nobita.

Questa è una lista degli episodi dell'anime 1979 di Doraemon, serie televisiva anime prodotta dallo studio Shin-Ei Animation e trasmessa in Giappone su TV Asahi. La serie è terminata nel 2005, ma è stata riavviata dalla successiva serie anime del 2005.
In Italia Doraemon è stato trasmesso inizialmente dalla Rai, dal 25 ottobre 1982 al 10 marzo 1983 (serie storica) con 306 episodi; non sono stati tuttavia doppiati altri episodi fino al passaggio dei diritti a Mediaset, che ha trasmesso l'anime dal 3 marzo 2003 al 30 gennaio 2013.

## Stagioni
La suddivisione originale comprende ventisette stagioni e raccoglie tutti gli episodi – suddivisi per anno – trasmessi fra il 2 aprile 1979 e il 18 marzo 2005. In totale la serie si compone di 1709 episodi e 107 episodi speciali; una numerazione ugualmente diffusa considera "canonici" alcuni episodi speciali, per un totale di 1816 episodi.
Gli episodi speciali si differenziano dagli episodi "canonici" esclusivamente per la lunghezza, talvolta maggiore, o per essere stati trasmessi in occasioni e ricorrenze particolari. In Italia tali episodi sono completamente inediti, con l'eccezione dello speciale 100, intitolato Dalla terra del lontano futuro e – narrando il primo incontro fra Doraemon e Nobita – trasmesso il 3 marzo 2003 come episodio introduttivo. 

### Stagioni italiane
In Italia, l'anime viene suddiviso in stagioni secondo i blocchi di episodi acquistati inizialmente dalla Rai e in seguito da Mediaset, e trasmessi in prima visione sulle proprie reti. In questa lista, gli episodi sono indicati secondo la numerazione italiana, la quale spesso differisce dalla numerazione originale; viene inoltre compresa nell'elenco la serie di cortometraggi Le fiabe di Doraemon, in cui i protagonisti dell'anime reinterpretano numerose favole.
- Doraemon 0 (serie storica): 306 episodi (1 - 306[1]), trasmessi dal 25 ottobre 1982 al 10 marzo 1983.
- Doraemon I: 104 episodi (1 - 104[2]), trasmessi dal 3 marzo al 6 giugno 2003.
- Doraemon II: 137 episodi (105 - 241[3]), trasmessi dal 24 novembre 2003 al 14 maggio 2004.
- Doraemon III: 275 episodi (242 - 516[4]), trasmessi dal 30 agosto 2004 al 20 dicembre 2005.
- Doraemon IV: 152 episodi (517 - 668[5]), trasmessi dal 5 settembre 2006 al 16 febbraio 2007, e il 7 giugno 2009.
- Doraemon V: 164 episodi (669 - 832[6]), trasmessi dall'11 giugno al 24 ottobre 2007, e il 7 giugno 2009.
- Le fiabe di Doraemon: 22 cortometraggi (1-22[7]), trasmessi dal 26 luglio al 24 agosto 2007.
- Doraemon VI: 104 episodi (833 - 936), trasmessi dal 22 ottobre 2010 al 1º febbraio 2011.
- Doraemon VII: 56 episodi (937 - 992[8]), trasmessi dal 24 maggio 2012 al 30 gennaio 2013.

## Doppiaggio
| Personaggio         | Voce giapponese                                                               | Voce italiana                                         | Voce italiana                                                                 |
| Personaggio         | Voce giapponese                                                               | RAI                                                   | Mediaset                                                                      |
| ------------------- | ----------------------------------------------------------------------------- | ----------------------------------------------------- | ----------------------------------------------------------------------------- |
| Doraemon            | Nobuyo Ōyama                                                                  | Liù Bosisio (1ª voce) Graziella Polesinanti (2ª voce) | Pietro Ubaldi                                                                 |
| Nobita Nobi         | Noriko Ohara                                                                  | Massimo Corizza (1ª voce) Marco Joannucci (2ª voce)   | Davide Garbolino                                                              |
| Shizuka Minamoto    | Michiko Nomura                                                                | Carla Comaschi                                        | Federica Valenti                                                              |
| Takeshi "Gian" Goda | Kazuya Tatekabe                                                               | Luca Francimei                                        | Luca Bottale                                                                  |
| Suneo Honekawa      | Kaneta Kimotsuki                                                              | Graziella Polesinanti                                 | Patrizia Scianca                                                              |
| Tamako Kataoka      | Sachiko Chijimatsu                                                            | Carla Comaschi                                        | Elda Olivieri                                                                 |
| Nobisuke Nobi       | Masayuki Katō (1ª voce: 1979 - 1992) Yōsuke Naka (2ª voce: 1992 - 2005)       | Giovanni Brusatori                                    | Cesare Rasini                                                                 |
| Sewashi Nobi        | Yoshiko Ōta                                                                   | assente / sconosciuto                                 | Renata Bertolas                                                               |
| Dorami              | Keiko Yokozawa                                                                | assente / sconosciuto                                 | Serena Clerici                                                                |
| Dekisugi Hidetoshi  | Sumiko Shirakawa                                                              | assente / sconosciuto                                 | Barbara Cinquatti (1ª voce) Stefano Pozzi (2ª voce) Renata Bertolas (3ª voce) |
| Maestro di Nobita   | Osamu Kato (1ª voce) Masashi Amenomori (2ª voce) Ryōichi Tanaka (3ª voce)     | assente / sconosciuto                                 | Sergio Romanò                                                                 |
| Jaiko Goda          | Kazuyo Aoki                                                                   | assente / sconosciuto                                 | Jolanda Granato                                                               |
| Madre di Shizuka    | Keiko Yokozawa (1ª voce: 1979 - 1981) Masako Matsubara (2ª voce: 1981 - 2005) | assente / sconosciuto                                 | Marina Thovez                                                                 |
| Madre di Gian       | Kazuyo Aoki                                                                   | assente / sconosciuto                                 | Rosalba Bongiovanni (1ª voce) Elisabetta Cesone (2ª voce)                     |
| Madre di Suneo      | Yoshino Ōtori (1ª voce: 1979 - 1991) Mari Yokō (2ª voce: 1991 - 2005)         | assente / sconosciuto                                 | Elisabetta Spinelli                                                           |
| Signor Kaminari     | Shingo Kanemoto (1ª voce) Takeshi Watabe (2ª voce)                            | assente / sconosciuto                                 | Mario Scarabelli                                                              |

Il doppiaggio dell'anime 1979 di Doraemon comprende due differenti edizioni:
- L'edizione Rai o edizione storica, trasmessa su Rai 2 nel programma televisivo per ragazzi Tandem tra il 25 ottobre 1982 e il 10 marzo 1983; essa comprende 306 episodi. Tale edizione non ebbe grande successo e, conclusa la trasmissione dei primi episodi, non ne furono doppiati altri; le repliche avvennero solo su alcune televisioni locali. L'edizione Rai è inoltre caratterizzata dall'italianizzazione dei nomi dei personaggi: il protagonista Doràemon viene chiamato Doraemòn; Nobita Nobi diventa Guglielmo Guglielminetti e soprannominato Guglia; Shizuka viene chiamata Susy; Gian diventa Giangi; Suneo viene chiamato Zippo.
- L'edizione Mediaset, trasmessa su Italia 1, Hiro e Boing dal 3 marzo 2003 al 30 gennaio 2013, per un totale di 992 episodi; essa ha riscosso un notevole successo e ha rilanciato de facto la serie in Italia. L'adattamento di tale edizione ripristina i nomi originali dei vari personaggi e presenta un nuovo doppiaggio, mantenuto anche nell'anime del 2005 del manga.

| Nome                                  | Stagione italiana | Stagione italiana | Stagione italiana | Stagione italiana | Stagione italiana | Stagione italiana | Stagione italiana | Stagione italiana | Stagione italiana |
| Nome                                  | S                 | 1ª                | 2ª                | 3ª                | 4ª                | 5ª                | 6ª                | 7ª                |                   |
| ------------------------------------- | ----------------- | ----------------- | ----------------- | ----------------- | ----------------- | ----------------- | ----------------- | ----------------- | ----------------- |
| Direzione del doppiaggio              |                   |                   |                   |                   |                   |                   |                   |                   |                   |
| Liù Bosisio                           | Si                |                   |                   |                   |                   |                   |                   |                   |                   |
| Giovanni Brusatori                    | Si                |                   |                   |                   |                   |                   |                   |                   |                   |
| Paolo Torrisi                         |                   | Si                | Si                | Si                | Si                |                   |                   |                   |                   |
| Sergio Romanò                         |                   | Si                | Si                | Si                | Si                | Si                | Si                | Si                |                   |
| Dialoghi italiani                     |                   |                   |                   |                   |                   |                   |                   |                   |                   |
| Liù Bosisio                           | Si                |                   |                   |                   |                   |                   |                   |                   |                   |
| Giovanni Brusatori                    | Si                |                   |                   |                   |                   |                   |                   |                   |                   |
| Marina Attilio                        |                   | Si                | Si                | Si                | Si                |                   |                   |                   |                   |
| Arianna Patti                         |                   | Si                | Si                | Si                |                   |                   |                   |                   |                   |
| Sergio Romanò                         |                   | Si                | Si                | Si                |                   |                   |                   |                   |                   |
| Maria Cristina Robustelli             |                   | Si                | Si                | Si                | Si                | Si                | Si                |                   |                   |
| Laura Brambilla                       |                   | Si                | Si                | Si                |                   |                   |                   |                   |                   |
| Antonella Marcora                     |                   |                   |                   |                   | Si                | Si                |                   |                   |                   |
| Michela Uberti                        |                   |                   |                   |                   | Si                |                   |                   |                   |                   |
| Paola Zampolli                        |                   |                   |                   |                   |                   | Si                |                   |                   |                   |
| Chiara Serafin                        |                   |                   |                   |                   |                   | Si                |                   |                   |                   |
| Manuela Scaglione                     |                   |                   |                   |                   |                   | Si                | Si                | Si                |                   |
| Paola Bonomi                          |                   |                   |                   |                   |                   |                   | Si                |                   |                   |
| Martino Consoli                       |                   |                   |                   |                   |                   |                   |                   | Si                |                   |
| Silvia Bacinelli                      |                   |                   |                   |                   |                   |                   |                   | Si                |                   |
| Elena Sorgato                         |                   |                   |                   |                   |                   |                   |                   | Si                |                   |
| Fabrizio Castellano                   |                   |                   |                   |                   |                   |                   |                   | Si                |                   |
| Laura Distretti                       |                   |                   |                   |                   |                   |                   |                   | Si                |                   |
| Sincronizzazione                      |                   |                   |                   |                   |                   |                   |                   |                   |                   |
| Pierluigi Leonardi                    | Si                |                   |                   |                   |                   |                   |                   |                   |                   |
| Giancarlo Martino                     |                   | Si                | Si                | Si                |                   |                   |                   |                   |                   |
| Stefano Di Modugno                    |                   |                   |                   |                   | Si                | Si                | Si                | Si                |                   |
| Andrea Andriola                       |                   |                   |                   |                   |                   | Si                | Si                |                   |                   |
| Missaggio                             |                   |                   |                   |                   |                   |                   |                   |                   |                   |
| Giovanni Brusatori                    | Si                |                   |                   |                   |                   |                   |                   |                   |                   |
| Pierluigi Leonardi                    | Si                |                   |                   |                   |                   |                   |                   |                   |                   |
| Moreno Grossi Pometti                 |                   | Si                | Si                | Si                |                   |                   |                   |                   |                   |
| Stefano Di Modugno                    |                   |                   |                   |                   | Si                | Si                | Si                | Si                |                   |
| Andrea Andriola                       |                   |                   |                   |                   |                   | Si                | Si                |                   |                   |
| Trascrizione                          |                   |                   |                   |                   |                   |                   |                   |                   |                   |
| Stefano Di Modugno                    | No                | Si                | Si                | Si                | Si                | No                | No                | No                |                   |
| Alessandro Ferrario                   | No                |                   |                   |                   | Si                | No                | No                | No                |                   |
| Post-produzione video                 |                   |                   |                   |                   |                   |                   |                   |                   |                   |
| Ignazio Giardina                      | No                | Si                | Si                | Si                | Si                | Si                | Si                | Si                |                   |
| Cristina Bianchi                      | No                |                   |                   |                   | Si                | Si                |                   |                   |                   |
| Gabriela Marchini                     | No                |                   |                   |                   |                   |                   | Si                | Si                |                   |
| Edizione italiana                     |                   |                   |                   |                   |                   |                   |                   |                   |                   |
| Play World Film                       | Si                |                   |                   |                   |                   |                   |                   |                   |                   |
| Ludovica Bonanome                     |                   | Si                | Si                | Si                | Si                | Si                | Si                | Si                |                   |
| Società di doppiaggio                 |                   |                   |                   |                   |                   |                   |                   |                   |                   |
| Cooperativa Rinascita Cinematografica | Si                |                   |                   |                   |                   |                   |                   |                   |                   |
| Merak Film                            |                   | Si                | Si                | Si                | Si                | Si                | Si                | Si                |                   |
| Diritti di trasmissione               |                   |                   |                   |                   |                   |                   |                   |                   |                   |
| Italian TV Broadcasting               | Si                |                   |                   |                   |                   |                   |                   |                   |                   |
| Mediaset                              |                   | Si                | Si                | Si                | Si                | Si                | Si                | Si                |                   |

## Sigle

### Giappone
Dal 1979 al 2005, per tutta la durata della serie, la sigla di apertura è stata Doraemon no uta, seppur con diversi arrangiamenti e cantata da diversi artisti. Negli ultimi tre anni della serie, la sigla di apertura variava con cadenza annuale.
Le sigle di chiusura sono state invece numerose, e interpretate la maggior parte delle volte da cantanti diversi da quelli della sigla di apertura. In alcuni casi la sigla è stata cantata anche da Nobuyo Ōyama, ossia dalla doppiatrice giapponese di Doraemon.
| Tipo     | Titolo                                                    | Cantante                  | Data                               |
| -------- | --------------------------------------------------------- | ------------------------- | ---------------------------------- |
| Apertura | Doraemon no uta (ドラえもんのうた?)                       | Kumiko Ōsugi              | 2 aprile 1979 - 2 ottobre 1992     |
| Apertura | Doraemon no uta (ドラえもんのうた?)                       | Satoko Yamano             | 9 ottobre 1992 - 20 settembre 2002 |
| Apertura | Doraemon no uta (ドラえもんのうた?)                       | Tokyo Purin               | 4 ottobre 2002 - 11 aprile 2003    |
| Apertura | Doraemon no uta (ドラえもんのうた?)                       | Misato Watanabe           | 18 aprile 2003 - 23 aprile 2004    |
| Apertura | Doraemon no uta (ドラえもんのうた?)                       | AJI                       | 30 aprile 2004 - 18 marzo 2005     |
| Chiusura | Aoi sora wa pocket sa (青い空はポケットさ?)               | Kumiko Ōsugi              | 8 aprile 1979 - 27 settembre 1981  |
| Chiusura | Maru-gao no uta (まる顔のうた?)                           | Nobuyo Ōyama              | 2 ottobre 1981 - 30 marzo 1984     |
| Chiusura | Santa Claus wa doko no hito (サンタクロースはどこのひと?) | Nobuyo Ōyama              | 18 novembre - 30 dicembre 1983     |
| Chiusura | Boku-tachi Chikyū-jin (ぼくたち地球人?)                   | Mitsuko Horie             | 6 aprile 1984 - 8 aprile 1988      |
| Chiusura | Aozora-tte Iina (青空っていいな?)                         | Mitsuko Horie             | 15 aprile 1988 - 2 ottobre 1992    |
| Chiusura | Ashita mo♥tomodachi (あしたも♥ともだち?)                  | Yui Nishiwaki             | 9 ottobre 1992 - 7 aprile 1995     |
| Chiusura | Boku Doraemon 2112 (ぼくドラえもん2112?)                  | Nobuyo Ōyama e Kōrogi '73 | 14 aprile 1995 - 20 settembre 2002 |
| Chiusura | Mata aeru hi made (またあえる日まで?)                     | Yuzu                      | 4 ottobre 2002 - 11 aprile 2003    |
| Chiusura | Tanpopo no uta (タンポポの詩?)                            | The Aflee                 | 18 aprile - 3 ottobre 2003         |
| Chiusura | YUME biyori (YUME日和?)                                   | Hitomi Shimatani          | 10 ottobre 2003 - 28 maggio 2004   |
| Chiusura | Aa Ii na! (あぁ いいな！?)                                | W                         | 4 giugno 2004 - 18 marzo 2005      |

### Italia

#### Edizione Rai
Nell'edizione Rai è stata usata solo una sigla d'apertura e una di chiusura. La sigla di chiusura è stata tradotta e adattata da Franco Migliacci sulla base di quella giapponese, Boku Doraemon.
| Tipo     | Titolo                 | Cantante                             | Tempo utilizzo                  |
| -------- | ---------------------- | ------------------------------------ | ------------------------------- |
| Apertura | Il gatto Doraemon      | Oliver Onions                        | 25 ottobre 1982 - 10 marzo 1983 |
| Chiusura | La canzone di Doraemon | Coro I nostri figli, di Nora Orlandi | 25 ottobre 1982 - 10 marzo 1983 |

#### Edizione Mediaset
Nella successiva edizione Mediaset è stata usata, dal 3 marzo 2003 al 30 gennaio 2013, un'unica sigla sia per l'apertura che per la chiusura. Essa, scritta da Alessandra Valeri Manera, Giorgio Vanni e Max Longhi, è cantata da Cristina D'Avena.
Tale sigla ha avuto nel tempo numerosi montaggi video: la prima stagione è stata trasmessa con una versione "estesa" da due minuti; la seconda, la terza e la quarta stagione sono state trasmesse con la versione "abbreviata" del precedente montaggio video. Le successive stagioni presentano ognuna un differente montaggio video.
| Tipo     | Titolo   | Cantante         | Tempo utilizzo                 |
| -------- | -------- | ---------------- | ------------------------------ |
| Apertura | Doraemon | Cristina D'Avena | 3 marzo 2003 - 30 gennaio 2013 |
| Chiusura | Doraemon | Cristina D'Avena | 3 marzo 2003 - 30 gennaio 2013 |